# (2375) Radek
(2375) Radek est un astéroïde de la ceinture principale.

## Description
(2375) Radek est un astéroïde de la ceinture principale. Il fut découvert le 8 janvier 1975 à Bergedorf par Luboš Kohoutek. Il présente une orbite caractérisée par un demi-grand axe de 3,18 UA, une excentricité de 0,21 et une inclinaison de 15,0° par rapport à l'écliptique.

## Compléments